# Lakeside (Wisconsin)
Lakeside è un centro abitato (town) degli Stati Uniti d'America, situato nella contea di Douglas dello Stato del Wisconsin. Nel censimento del 2000 la popolazione era di 609 abitanti.

## Geografia fisica
Secondo i rilevamenti dell'United States Census Bureau, Lakeside si estende su una superficie di 103,3 km².

## Letteratura
La cittadina di Lakeside rappresenta un luogo significativo nel romanzo American Gods di Neil Gaiman. Il personaggio Wednesday nasconde qui il protagonista Shadow, in modo che egli possa evitare la polizia e altri nemici che incontrano lungo il loro cammino attraverso gli Stati Uniti. Shadow scoprirà ben presto i segreti legati alla cittadina, e il suo ruolo all'interno della storia.